# Afeka
Afeka (hebr. אפקה) – osiedle mieszkaniowe w Tel Awiwie, znajdujące się na terenie Dzielnicy Pierwszej.

## Położenie
Osiedle leży na nadmorskiej równinie Szaron, nad Morzem Śródziemnym. Jest położone w północnej części aglomeracji miejskiej Tel Awiwu, na północ od rzeki Jarkon. Od strony zachodniej jest ograniczone ulicami Recanafi i Haim Levanon, za którymi znajdują się osiedla Ramat Awiw Gimel i Newe Awiwim. Od strony północnej osiedle zamykają ulice Abba Ahimeir, Dov Gruner i Dov Drezner. Po stronie wschodniej przebiega autostrada Ayalon, na którą można wjechać poprzez główną ulicę osiedla, ulicę Keren Kayemet Le'Israel. Na południu znajduje się Kampus Uniwersytetu Telawiwskiego.
Osiedle dzieli się na dwie części: Afeka Północna i Afeka Południowa.

## Środowisko naturalne
Osiedle powstało na nadmorskich wydmach i nieużytkach rolniczych, położonych na północ od zabudowy miejskiej Tel Awiwu. Podczas rozbudowy teren został wyrównany i obecnie obszar osiedla jest płaski.

## Historia
Pierwotnie w miejscu tym znajdowały się pola uprawne niewielkiej arabskiej wioski Al-Shaykh Muwannis (arab. الشيخ موّنس). Większość mieszkańców wsi było członkami arabskiej rodziny Abu Kishk, która wyemigrowała do Brytyjskiego Mandatu Palestyny z Egiptu w połowie XX wieku. Populacja wioski żyła w przyjaznych stosunkach z Żydami. Doszło jednak do kilku incydentów. Na przykład w 1946 trzech arabskich mieszkańców wsi zgwałciło żydowską dziewczynę. W trakcie procesu sądowego, członkowie żydowskiej organizacji Hagana postrzelili jednego ze sprawców gwałtu, a drugiego porwali i wykastrowali.
Podczas wojny domowej w Mandacie Palestyny mieszkańcy wsi otrzymali gwarancję bezpieczeństwa ze strony żydowskiej Hagany, w zamian za obietnicę niewpuszczenia do wsi żołnierzy Arabskiej Armii Wyzwoleńczej. Pomimo to, członkowie żydowskich oddziałów Irgun i Lechi porwali 12 marca 1948 kilku ważnych mieszkańców wsi. Dalszy wzrost napięcia spowodował, że mieszkańcy zaczęli opuszczać wieś. W dniu 23 marca Hagana doprowadziła do uwolnienia porwanych Arabów, jednak mieszkańcy wsi kontynuowali opuszczanie swoich domów. Po całkowitym opuszczeniu wioski, tereny te zostały przyłączone do Tel Awiwu.
W 1955 dowódcy militarnej organizacji Hagana utworzyli tutaj peryferyjne osiedle Tel Awiwu. Dopiero otworzenie w 1969 nowej siedziby Uniwersytetu Tel Awiwu w pobliżu osiedla, spowodowało zmianę znaczenia tej okolicy. Obecnie jest ona uznawana za jedną z najbardziej prestiżowych w Tel Awiwie.

## Architektura
Jest to osiedle mieszkaniowe, w którym dominuje zabudowa niskich domów jednorodzinnych. Część budynków jest stara. Pomiędzy nimi wybudowano nowe jednorodzinne wille, których powierzchnia często przekracza 500 m². Typowymi mieszkańcami osiedla są weterani wojenni. Osiedle charakteryzuje się najwyższymi cenami domów w Tel Awiwie. Okolica jest bardzo dobrze utrzymana. Jest dużo zieleni, parków i ogrodów – Carter Garden.

## Edukacja i nauka
Osiedle graniczy z położonym na południu Uniwersytetem Telawiwskim. Na terenie osiedla znajduje się uniwersytecki wydział geografii Yad Avnera. W budynku mieści się także biblioteka.

## Religia
W osiedlu znajdują się dwie synagogi (przy ulicach Heil Hamishmar i Khish).

## Sport i rekreacja
W środkowej części osiedla znajdują się korty tenisowe.

## Infrastruktura
W północno-wschodniej części osiedla znajduje się utworzony w 1974 ośrodek Bet ha-Lochem, organizacji zajmującej się rehabilitacją weteranów wojennych oraz terapią ofiar zamachów terrorystycznych. Na powierzchni 1 ha znajduje się sala gimnastyczna, gabinety zabiegowe, miejsca wypoczynku, sale konferencyjne, bary szybkiej obsługi, kryty basen kąpielowy z pomieszczeniami do zabiegów rehabilitacyjnych, strzelnica i sala widowiskowa dla 350 osób. Dodatkowo na otwartej przestrzeni jest boisko oraz olimpijski basen pływacki.
W osiedlu jest także przychodnia zdrowia, a w południowej części osiedla jest posterunek policji.

## Transport
Wzdłuż osiedla przechodzi autostrada nr 20  (Ayalon Highway). Natomiast ulicą Sederot Keren Kayemet Le'Israel można dojechać do położonej na zachodzie drogi ekspresowej nr 2  (Tel Awiw-Netanja-Hajfa).